# Anomoia immsi
Anomoia immsi är en tvåvingeart som först beskrevs av Mario Bezzi 1913.  Anomoia immsi ingår i släktet Anomoia och familjen borrflugor. Inga underarter finns listade i Catalogue of Life.